# Alba di ghiaccio
Alba di ghiaccio (The White Dawn) è un film del 1974 diretto da Philip Kaufman.